# Alfred Uhl
Alfred Uhl (Viena, 5 de juny, 1909 - Idem. 8 de juny, 1992), va ser un compositor i director d'orquestra austríac.

## Biografia
Alfred Uhl, era fill d'un treballador de correus, va assistir a l'escola secundària a Viena i va estudiar composició com a alumne de Franz Schmidt a l'Acadèmia de Música de Viena (avui: Universitat de Música i Art Dramàtic de Viena). Va completar els seus estudis amb un doctorat. fil. de. Després de l'annexió d'Àustria, el 1938 va esdevenir president del districte de la Secció I del Departament de Música Folk de la Cambra de Música del Reich. El 1940 va ser reclutat per la Wehrmacht, però va ser donat d'alta el 1941 després de ser greument ferit. El 1943, a proposta del governador del Reich i del Gauleiter Baldur von Schirach, va rebre el premi Schubert de la ciutat de Viena, va ser nomenat professor a la Universitat de Música de Viena i nomenat professor. En aquesta època ja va emergir com a compositor amb obres com una música d'obra (1939), una marxa simfònica (1942) i, el 1944, una fanfàrria per a joves i una simfonia de concert per a clarinet sol i orquestra, que es va estrenar sota Clemens Krauss.
De 1949 a 1954 va ser president de la Societat Austríaca de Música Contemporània, que va ser cofundador. El 1964 va ser nomenat professor associat i el 1966 professor titular. Els seus alumnes van incloure, entre d'altres: Friedrich Cerha, Georg Ebert, Karlheinz Essl, Heinz Karl Gruber, Augustin Kubizek, Anestis Logothetis, Gerhard Lampersberg, Johann Sengstschmid i Franz Georg Pressler àlies Fatty George. De 1970 a 1975 Uhl va ser president de l'AKM (Societat d'Autors, Compositors i Editors Musicals). Va continuar sent professor de composició i teoria musical a la Universitat de Música de Viena fins al 1979.
Va aconseguir el seu avenç com a compositor l'any 1957 amb l'estrena de l'oratori Gilgamesh. També va fer grans aportacions com a professor de música i va escriure un quadern d'exercicis bàsics per al clarinet que encara avui és fonamental.
Alfred Uhl descansa en una tomba honorífica al Grinzinger Friedhof (Grup 8, Fila 2, Número 8) a Viena.

## Estil musical
Inicialment en la tradició del romanticisme tardà vienès, la seva tendència musical es va desenvolupar aviat. Moderadament modern, Uhl va romandre connectat a la tonalitat al llarg de la seva vida i va intentar combinar melodies contemporànies però enganxadores amb ritmes diferenciats.

## Premis
- Premi Estatal de Música 1953[6][7]
- 1959 Gran Premi Estatal Austríac de Música (juntament amb Theodor Berger)[7]
- 1961 Premi Ciutat de Viena de Música[8]
- 1969 Medalla d'Or d'Honor de la Capital Federal Viena
- 1970 Medalla Mozart de la Comunitat Mozart a Viena[9]
- 1980 Creu d'Honor austríaca per a la ciència i l'art, 1a classe
- 1980 Condecoració d'Honor austríaca per a la ciència i l'art

## Enregistraments sonors
- Wer einsam ist, der hat es gut. Amb Gabriele Fontana, Jörg Dürmüller, Andreas Scheibner, orquestra i cor de difusió WDR Colònia, director: Anton Marik. CD (Capriccio 60 120)